# Hlubočky
Hlubočky település Csehországban, a Olomouci járásban. Hlubočky Dolany, Olomouc, Libavá, Velká Bystřice, Mrsklesy és Jívová településekkel határos. Lakosainak száma 4202 fő (2024. január 1.).

## Népesség
A település lakosságának változását az alábbi diagram mutatja:
| Lakosok száma | 922  | 1253 | 1906 | 2586 | 5005 | 4574 | 4247 | 4221 | 4175 | 4202 |
|               | 1869 | 1890 | 1921 | 1950 | 1980 | 2001 | 2017 | 2019 | 2022 | 2024 |